# Landgoed Groenendael

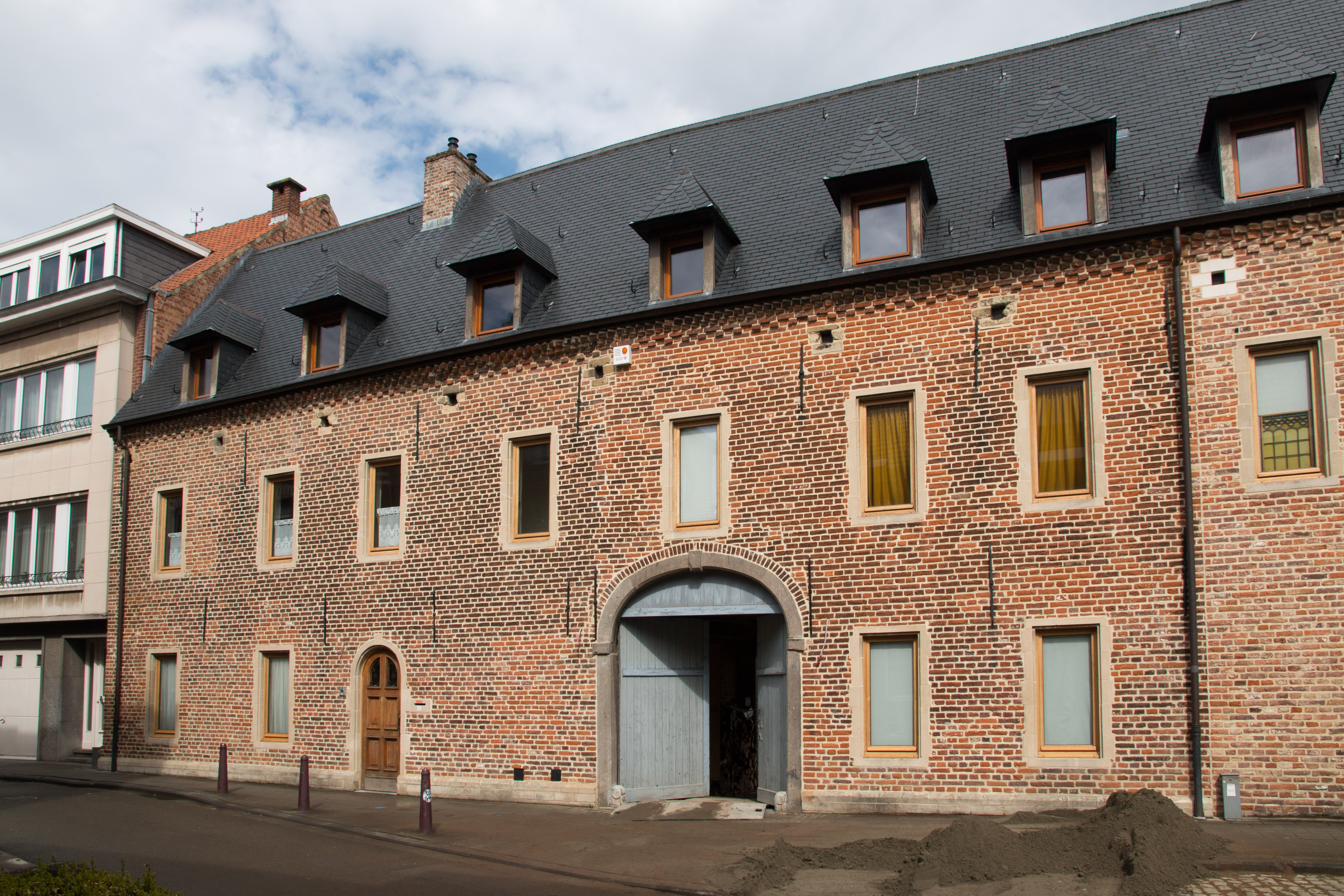
Landhuis Groenendael, in de Janseniusstraat in Leuven (België)

Het landgoed Groenendael (1530) was een landhuis met uitgestrekt domein in het centrum van Leuven (Zuidelijke Nederlanden) en lag aan de rivier de Dijle. Heden bevindt het landhuis Groenendael zich in de Janseniusstraat in Leuven (België).

## Historiek
De eerste vermelding van het landgoed met de naam Groenendael, dateert van het jaar 1530. Het was in bezit van de bakkersgilde van de stad Leuven. De volgende eigenaars tijdens het ancien régime waren het kapittel van de Sint-Goedelekerk in Brussel, de bisschop van Antwerpen, de president van de Pedagogie Het Varken van de oude Universiteit Leuven en de Jezuïeten van Leuven. De gebouwen die vandaag te zien zijn, dateren van de grondige verbouwing door de Jezuïeten in het jaar 1684. 
In 1774 schafte paus Clemens XIV de orde van de Jezuïeten af. De Oostenrijkse Nederlanden confisqueerden bijgevolg het landhuis Groenendael. Het kwam in handen van brouwer Antonius van Tielt (18e eeuw) en nadien van de familie Missoul (19e en 20e eeuw). Deze laatste familie richtte het landgoed in als een wasserij met blekerijpand en een groot bleekveld langs de Dijle (tot 1952). Het geheel werd genoemd Blekerij Groenendael.
Tijdens de Tweede Wereldoorlog werd de zijvleugel van het gebouw aan de Dijle verwoest. Wat overbleef van het L-vormig gebouw, was het landhuis aan de straatkant. Het geheel van het landgoed werd beschermd erfgoed van de Vlaamse Gemeenschap in 1989.